# پریمیرا لیگا (برزیل)
پریمیرا لیگا (به پرتغالی: Primeira Liga) (لیگ اول)، که با نام‌های لیگا سول-میناس-ریو (به پرتغالی: Liga Sul-Minas-Rio) (لیگ جنوب-میناس-ریو) یا کوپا سول-میناس-ریو (به پرتغالی: Copa Sul-Minas-Rio) (جام جنوب-میناس-ریو) نیز شناخته می‌شود، یک رقابت فوتبال برزیلی بود که بین تیم‌های منطقه جنوب برزیل، سئارا، مینا ژرایس و ایالت ریو دو ژانیرو برگزار می‌شد. این رقابت‌ها جانشین جام سول-میناس بود.

## تاریخچه
این رقابت‌ها در سال ۲۰۱۵ توسط باشگاه‌هایی که از لیگ‌های ایالتی، تماشاگران و درآمد کم آن ناراضی بودند، تأسیس شد. اولین دوره آن در سال ۲۰۱۶ برگزار شد. این مسابقات در سال ۲۰۱۸ به حالت تعلیق درآمد، و سال بعد رسماً لغو شد.

## فهرست قهرمانان
| سال  | قهرمان                                             | نتیجه | نائب-قهرمان        | ورزشگاه     | تیم‌های بازنده نیمه‌نهایی1 |
| ---- | -------------------------------------------------- | ----- | ------------------ | ----------- | ------------------------ |
| ۲۰۱۶ | فلومیننزه                                          | ۱–۰   | اتلتیکو پارانائنزه | جویز د فورا | فلامینگو و اینترناسیونال |
| ۲۰۱۷ | لوندرینا                                           | ۰–۰   | اتلتیکو مینیرو     | لوندرینا    | کروزیرو و پارانا         |
| ۲۰۱۷ | لوندرینا در ضربات پنالتی با نتیجه ۴ بر ۲ پیروز شد. |       |                    |             |                          |